# Cysoing
Cysoing é uma comuna francesa na região administrativa de Altos da França, no departamento do Norte. Estende-se por uma área de 13.62 km². Em 2010 a comuna tinha 4 978 habitantes (densidade: 365,5 hab./km²).